# Ценский, Ян
Ян Ценский (пол. Jan Cieński z Cieni i z Okna herbu Pomian; 7 января 1905, Пеняки, Королевство Галиции и Лодомерии, Австро-Венгрия — 26 декабря 1992, Золочев, Львовская область, Украина) — польский религиозный деятель, священник, единственный (тайный) епископ латинского обряда Украины в советские времена.

## Биография
Ян Ценский родился в Пеняках — имении своего знаменитого деда Владимира Дидушицкого — в семье Марии и известного галицкого польского политика Тадеуша Ценского. Брат капеллана Войска Польского на Западе Влодзимежа Ценского. В 1925 году, после смерти отца, стал последним помещиком села Окна на Углу.
Как и положено сыну крупного землевладельца, окончил полеводческую академию в Дублянах. Намереваясь пойти по стопам отца, записался на юридический факультет Университета Яна Казимира, однако в 1933 году решил выбрать духовную путь и поступил к львовской духовной семинарии РКЦ.
26 июня 1938 (в возрасте 33 лет) Ян Ценский был рукоположён в священника львовским архиепископом-митрополитом Болеславом Твардовским.
В течение 1938—1945 годов был викарием, а с 26 ноября 1945 и до смерти — администратором и пастырем прихода Успения Пресвятой Богородицы в Золочеве — одной из немногих действующих в те времена религиозных общин. На его богослужения ходило также много украинских греко-католиков и православных верующих.
30 июня 1967 года, во время пребывания в Гнезно (Польша), Ян Ценский тайно рукоположён во епископа-помощника Львовской архиепархии примасом Польши кардиналом Стефаном Вышинским в его частной часовне. Кардинал Вышинский сообщил об этом Папу Павла VI в письме от 10 октября 1968, но без указания фамилии посвящённого епископа, который был назван Папе Римскому устно о. прелатом Болеславом Филипяком. Находясь в статусе тайного епископа, о. Ян Ценский посвятил двух священников латинского обряда, в том числе будущего епископа Леона Малого, а также четырёх греко-католических пресвитеров. Почти до самой смерти владыка Ян оставался единственным епископом латинского обряда на Украине.
Умер 26 декабря 1992 в Золочеве. 30 декабря похоронен на кладбище в Золочеве, где прослужил почти всю свою жизнь. В честь 10-й годовщины со дня смерти владыки в храме установлен колокол «Ян Ценский» с его изображением.